# Ljubljeva
Ljubljeva je vesnice a přímořské letovisko v Chorvatsku v Splitsko-dalmatské župě, nacházející se u stejnojmenné zátoky Ljubljeva mezi letovisky Sevid a Vinišće. Je součástí opčiny Marina, od jejíhož stejnojmenného střediska se nachází asi 7 km jihozápadně. Od Splitu se nachází asi 46 km jihovýchodně, nejbližším městem je 20 km vzdálený Trogir. V roce 2021 ve vesnici žilo 34 obyvatel. Jako samostatné sídlo vesnice vznikla v roce 2021 odtržením od sousední vesnice Vinišće.
Vesnice se nachází u stejnojmenné zátoky Ljubljeva, naproti ostrovu Drvenik Mali, od kterého je vzdálena 3,2 km dlouhým průlivem. Na konci zátoky se nachází oblázková pláž Ljubljeva. Skládá se z několika malých osad, mezi které patří Ilovica, Jamin, Mala Ljubljeva, Liveli, Pavlova Kosa, Pensi a Pod Glavicom.